# Microsema gladiaria
Microsema gladiaria là một loài bướm đêm trong họ Geometridae.